# Cardiocranius paradoxus
Cardiocranius paradoxus је врста глодара из породице скочимиш (Dipodidae).

## Распрострањење
Ареал врсте је ограничен на мањи број држава. Врста има станиште у Кини, Монголији, Казахстану и Русији.

## Станиште
Станишта врсте су полупустиње и пустиње. Врста Cardiocranius paradoxus је присутна на подручју пустиње Гоби.

## Угроженост
Подаци о распрострањености ове врсте су недовољни.